# Johann Peter Kirsch
Johann Peter Kirsch, född 3 november 1861 i Dippach, Luxemburg, död 4 februari 1941 i Rom, var en katolsk teolog.
Johann Peter Kirsch blev professor i kyrkohistoria och patrologi i Fribourg 1890 och ledare för påvliga institutet för kristen arkeologi i Rom 1925. Han utgav bland annat grundläggande arbeten om den påvliga finansförvaltningen på 1200– och 1300–talen samt nya upplagan av Josef Hergenröthers Handbuch der allgemeinen Kirchengeschichte (1924–1925, helt ny redigering)